# Kjeld Merstrand
Kjeld Merstrand (22. maj 1939 - 8. september 2015) var en dansk politiker, der i to perioder var borgmester i Karup Kommune, valgt for Socialdemokraterne.

## Flyvevåbnet
Merstrand fik sin opvækst omkring Odense, på grund af hans far var ansat på M.P. Allerups Jernstøberi i byen. Kjeld Merstrand bestod i 1956 realeksamen fra Odense Katedralskole. Efter skolegangen søgte han ind som rekrut i Flyvevåbnet, og fik tilbudt uddannelse som telegrafist på Flyvestation Karup i Kølvrå. Efterfølgende blev han mathelev i Jonstruplejren ved Ballerup, og efter endt uddannelse fastansat som tjenestemand på forskellige af flyvevåbnets lokationer i landet. I starten af 1970'erne kom han tilbage til Flyvestation Karup, og bosatte sig i Karup. I 1975 flyttede familien til Kølvrå. Omkring 1978 blev han udsendt på et 1-årigt uddannelsesophold i USA.

## Politik
Da Kjeld Merstrand var udstationeret i Jonstruplejren, blev han samtidig engageret i politik. Dette skete hos Socialdemokratiet i Skovlunde hvor han blev valgt som kasserer. Da han senere flyttede til Karup Kommune, fortsatte det lokal-politiske engagement. Første var han engageret i børnenes spejderorganisation, men blev i 1978 opstillet til byrådet i kommunen. Merstrand var ved valget udstationeret i USA, og fik via et telegram fra Danmark besked om at han var blevet valgt. Dette medførte at Merstrand i den første tid i byrådet måtte lade sig repræsentere af en suppleant. 
Efter at havde været medlem af byrådet i Karup Kommune siden 1978, blev Kjeld Merstrand ved kommunalvalget i 1989 valgt til borgmester. 1. januar 1990 tiltrådte han formelt posten, hvor han afløste Jens-Erik Lyngsø fra Venstre. Dette var første gang at Venstre ikke havde borgmesterposten i kommunen. Ved det efterfølgende valg i 1993 måtte Merstrand forlade posten, og overlade borgmesterkæden til venstremanden Ivan Rasmussen.
Kjeld Merstrand blev igen borgmester for Karup Kommune i 2002, da han afløste Svend Jørgensen (V). Merstrand blev også Karup kommunens sidste borgmester, da kommunen efter Kommunalreformen, fra 1. januar 2007 indgik i Viborg Kommune.
Merstrand fortsatte som almindeligt medlem af byrådet i den nye Viborg Kommune, indtil han ved udgangen af 2009 forlod politik. Dette skete efter at han i august samme år havde forladt Socialdemokratiet, i protest over at partiformand Helle Thorning-Schmidt ikke havde taget afstand fra anholdelse af nogle irakiske flygtninge i Brorsons Kirke i København.
Udover politiske poster i Karup- og Viborg Kommune, var Kjeld Merstrand i otte år medlem af amtsrådet i Viborg Amt, ligesom han i otte år var medlem af Socialdemokratiets hovedbestyrelse og forretningsudvalg, samt kommuneforeningen. Senest var han formand for Frivillighedsrådet i Viborg Kommune.

## Skakleder
Kjeld Merstrand spillede skak, og var over flere perioder fra 1968 til 2013 formand for skakklubber i Skovlunde, Vojens, Karup og Viborg. Han fratrådte posten efter seks år som formand i Viborg Skakklub i 2013. Kjeld Merstrand modtog Dansk Skak Unions hæderstegn i 2013 for sit mangeårige virke som skakleder.